# Rodica Zafiu
Rodica-Ileana Zafiu (n. 6 mai 1958, București) este o lingvistă română, profesor universitar doctor la Facultatea de Litere a Universității din București, cunoscută în spațiul public prin articolele ei săptămânale pe teme ale limbii care au apărut, începând cu 1990, aproape fără întrerupere timp de 22 de ani, în publicații prestigioase ca România Literară și Dilema. În 2023 a fost ales membru corespondent al Academiei Române.

## Biografie
A urmat Liceul Teoretic I.L. Caragiale din  București, în perioada 1973-1977, apoi Facultatea de Limba și Literatura Română a Universității din București, secția română-franceză (1977-1981), obținând diplomă de merit cu lucrarea de diplomă Principii de lectură avându-l coordonator pe acad. Ion Coteanu).
Este doctor în filologie la Universitatea din București din 1998,  cu teza Narativul ca mijloc de poetizare având conducător științific pe prof. dr. Gabriela Pană Dindelegan.

## Activitatea profesională
- 1981-1985, Profesoară de limba română la Școala generală nr. 1, Ciorogârla, județul Giurgiu[5];
- 1985-1990, Filolog la Institutul de Lingvistică din București (Sectorul de lexicologie și lexicografie și Grupul de poetică)
- 1990-1993, Asistent la Catedra de Limba română a Facultății de Litere, Universitatea din București
- 1993-2002, Lector la Catedra de Limba română a Facultății de Litere, Universitatea din București
- 1996-2001, Lector de limba română la Universitatea din Pisa, Italia (prin schimb interministerial); din 1997, "cultrice della materia"
- 2002-2008, Conferențiar la Catedra de Limba română a Facultății de Litere, Universitatea din București
- 2008- , Profesor universitar
- 2002-2003, Profesor de limba și literatura română (prin contract pe timp determinat) la Università della Calabria (Cosenza, Italia), Facultatea de Litere și Filosofie, Departamentul de Lingvistică; declarată admisă fără loc la concursul pentru un post de profesor asociat de Limba și literatura română organizat de Universitatea din Udine, Italia (februarie 2002)
- 2003-prezent, Cercetător principal I la Institutul de Lingvistică "Iorgu Iordan – Al. Rosetti" (București), Sectorul de gramatică
- 2006-2009, Prodecan al Facultății de Litere, Universitatea din București
- Șefa catedrei de Limba Română a Facultății de Litere a Universității din București

## Activitatea publicistică
A publicat numeroase studii de lingvistică în reviste de specialitate: 
- Studii și cercetări lingvistice,
- Limba română,
- Limba și literatura română,
- Analele Universității București - Limba și literatura română,
- Analele Universității București - Limbi și literaturi străine,
- Revista de istorie și teorie literară,
- Revista Română de Comunicare și Relații Publice,
- Euresis - Cahiers roumains d'études littéraires,
- Manuscriptum,
- Degrés,
- Revue de linguistique romane,
- Rivista Italiana di Onomastica (RIOn),
- Il Nome nel testo, Romània Orientale,
- A.R.A. - Journal etc.

A colaborat cu revistele de cultură Dilema, Luceafărul, Observator cultural, Orizont, România literară, Vineri, Cultura. Este coautor al manualelor de literatură română de liceu publicate la editura Humanitas. Are rubrică săptămânală de lingvistică, în „Luceafărul” între 1990 și 1993, apoi în „România literară” din 1993; între 1997 și 2000, rubrică lunară în suplimentul cultural al revistei „Dilema” (Vineri) și o rubrică de corectitudine a limbii în revista „România literară”, intitulată Păcatele limbii.

## Volume individuale
- Poezia simbolistă românească, antologie comentată, Editura Humanitas, 1996
- Narațiune și poezie, Editura All, Premiul Academiei Române, 2000
- Diversitate stilistică în româna actuală, Editura Universității din București, 2001
- Limbaj și politică, Editura Universității din București, 2007
- 101 cuvinte argotice, Editura Humanitas, colecția Viața cuvintelor, 2010
- Gramatica de bază a limbii romane (coordonator: Gabriela Pană Dindelegan; colectiv de autori: Adina Dragomirescu, Isabela Nedelcu, Alexandru Nicolae, Gabriela Pană Dindelegan, Marina Rădulescu Sala, Rodica Zafiu), Editura Univers Enciclopedic Gold, 2010

## Volume publicate în coautorat
- Alexandru Crișan, Liviu Papadima, Ioana Pârvulescu, Florentina Sâmihăian, Rodica Zafiu, Limba și literatura română. Manual pentru clasa a XII-a, București, Ed. Humanitas, 2002, 264 p.
- Alexandru Crișan, Liviu Papadima, Ioana Pârvulescu, Florentina Sâmihăian, Rodica Zafiu, Limba și literatura română. Manual pentru clasa a XI-a, București, Ed. Humanitas, 2001, 296 p.
- Alexandru Crișan, Liviu Papadima, Ioana Pârvulescu, Florentina Sâmihăian, Rodica Zafiu, Limba și literatura română. Manual pentru clasa a X-a, București, Ed. Humanitas, 2000, 264 p.
- coautor alături de Liviu Papadima și Andrei Călin Mihăilescu la Calendarul după Caragiale, Editura Curtea Veche, 2002
- Dicționarul ortografic, ortoepic și morfologic al limbii române (DOOM2), ediția a II-a revăzută și adăugită, Univers Enciclopedic, București, 2005: Rodica Zafiu a fost referent științific, alături de Monica Busuioc și de Gabriela Pană Dindelegan.

## Premii
- Premiul "Timotei Cipariu" al Academiei Române (2000) pt. vol. Narațiune și poezie
- Premiul "Bogdan Petriceicu Hasdeu" al Academiei Române (2001) pt. vol. colectiv Enciclopedia limbii române

## Afilieri
- Membru în Comitetul de redacție al revistei „Limba română”, Associazione Italiana di Romenistica, Asoc. "Onomastica & Letteratura" Univ. di Pisa, Comisia lb. române Acad. Română, Secretar de red. "Revue Roumaine de Linguistique".
- Membru în comitetul științific al revistei de lingvistică diacronică Diacronia.[6]